# Abohimiadana
Abohimiadana este un oraș rural din regiunea Analamanga, în Zonele Muntoase Centrale din Madagascar. Aparține raionului Andramasina și are o populație de 23.320 în 2018.